# Adolph Engel de Jánosi
Adolph Engel Edler von Jánosi (geboren 6. Februar 1820 in Pécs, Kaisertum Österreich; gestorben 10. Januar 1903 in Wien) war ein ungarischer Großindustrieller, der sich vom bettelarmen, lediglich „tolerierten“ jüdischen Hausiererkind zu einem der bedeutendsten Wirtschaftsmagnaten Ungarns um die Jahrhundertwende 1899/1900 hochgearbeitet hatte.

## Biografie

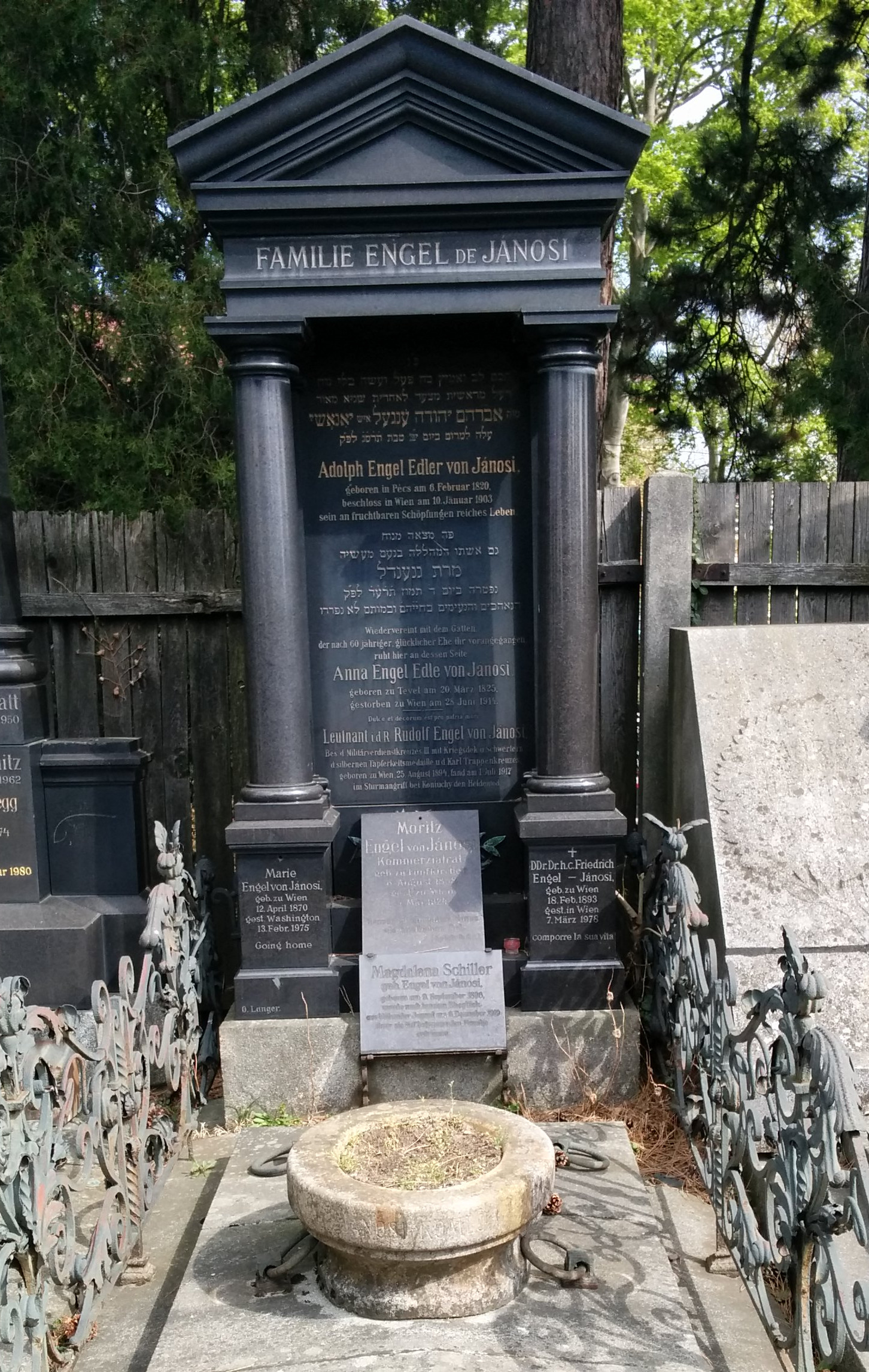
Grabstätte am Döblinger Friedhof

### Firma Adolf Engel u. Söhne
Nach einer entbehrungsreichen Jugend nahm Adolph Engel am ungarischen Freiheitskampf von 1848 als Nationalgardist teil. Später wandte er sich dem Holzhandel zu, begann einen Transport nach Frankreich, England und Deutschland, später nach Ägypten, errichtete zu diesem Zweck 1860 die erste südungarische Dampfsäge- und Parkettfabrik und gründete andere große Industrieunternehmen mit sozialen Einrichtungen. Die Fa. Adolf Engel  Söhne, die auf zahlreichen europäischen Ausstellungen (Wien-Sechshaus, Stuhlweißenburg, Neusatz, Triest, Weltausstellung Paris 1878) hohe Preise erhielt, wurde 1876 protokolliert.

### Vorkämpfer der Leibesertüchtigung
Angeregt durch die Tätigkeit Jahns in Deutschland, erbaute er 1857 eine Schwimmschule und eine Turnanstalt, die später in den Besitz der Stadtgemeinde übergingen. Der Schwimmunterricht wurde nach einer Trocken-Schwimm-Methode erteilt, die er in Österreich-Ungarn erfolgreich einführte und die vom Wiener Armee-Oberkommando und dem ungarischen Landes-Generalkommando für den Militär-Schwimmunterricht übernommen wurden.

### Soziales Engagement
Er sorgte vorbildlich für seine Arbeiter durch Gründung von Krankenkassen, durch Unterstützungskassen, beendete das Institut der so genannten „Béres“ (das gemeinsame Wohnen mehrerer Arbeiterfamilien einer Herrschaft in gemeinsamen, beengten Räumlichkeiten) und stellte stattdessen jeder Familie eine separate Wohnung zur Verfügung, sorgte für den Unterricht der Arbeiterkinder usw.
1878 beteiligte er sich an der Pariser Weltausstellung mit hervorragenden Produkten der Forstwirtschaft und Holzindustrie, wofür er von der Jury mit der Großen Goldenen Medaille und vom König von Ungarn durch Verleihung des Goldenen Verdienstkreuzes mit der Krone ausgezeichnet wurde. Im selben Jahr kaufte er das ärarische Gut Felsömineszent, zwei Jahre später vom Fürsten Alfred Montenuovo die Domäne Jánosi, beide mit Patronaten verbunden, und so wurde Adolph Engel Patronatsherr von zwei katholischen Kirchensprengeln (im Gebiet seiner Güter Jánosi, Felsö, Mindszent, Szatina, Simonsa und Oesard-Pázdány). Er ließ Kirchen und Pfarrhäuser auf eigene Kosten vollständig renovieren und auf den Dank der Pfarrer, dass ein Jude so viel für die katholische Kirche leistete, antwortete er:
„Dies ist natürlich, nachdem die katholische Kirche die Tochter der jüdischen ist, die Mutter aber für die Tochter immer viel mehr leistet, als die Tochter für die Mutter.“

### Erhebung in den Adelsstand
Nach der Budapester Ausstellung 1885, an der seine Firma in vielen Abteilungen vertreten war, verlieh der König ihm und seinen Nachkommen den ungarischen Adel mit dem Prädikat „de Jánosi“.
1892 entdeckte Engel auf seinem Gut Spuren von Kohle und ging nun mit Eifer diesen Spuren nach, errichtete eine Kohlengrube und eine Kohlenfabrik, erbaute Arbeiterhäuser, eine Schule, ein Kasino, eine 20 km lange Eisenbahn usw. 1909 wurde das Werk vom ungarischen Staat gekauft.
Die Stadt Fünfkirchen verschönerte er durch zahlreiche Neubauten, Schenkungen für öffentliche Zwecke etc.

### Adolph Engel als bewusster Jude
Er hat sich immer als Jude gefühlt. So wie sein Vater in seinem Haus einen Tempel hielt, war er unter den ersten, die den Bau einer würdigen Synagoge in Fünfkirchen förderten. Lange Zeit war er Präses der Gemeinde, obwohl er sich wahrlich nicht um dieses Amt gerissen hat, überhaupt Partei- und Funktionärsämtern sehr kritisch gegenüberstand. Er war es auch, der den großen Gelehrten Alexander Kohut (1842–1894) als Oberrabbiner nach Fünfkirchen brachte und die Drucklegung seines „Aruch completum“ (kritische Neuausgabe und Erweiterung des klassischen Talmudlexikons des Nathan b. Jechiel, 8 Bände) fördern half.

## Familie
Adolph Engel war mit Anna „Nina“ geb. Justus (Tevel/Ungarn 1825 – Wien 1914), verheiratet. Sie hatten fünf Söhne (Ludwig/starb bereits als Heranwachsender, József = Josef, Alexander, der Begründer des Unternehmens Brüder Engel, Julius, Moritz) und vier Töchter (Helene, Berta, Louise und Marianne).